# Lomariopsis novae-caledoniae
Lomariopsis novae-caledoniae là một loài dương xỉ trong họ Lomariopsidaceae. Loài này được Mett mô tả khoa học đầu tiên năm 1861.
Danh pháp khoa học của loài này chưa được làm sáng tỏ. 